# ستاژنو (استان پومرانی)
ستاژنو (به لهستانی:  Starzyno) یک روستا در لهستان است که در گمینا پوتسک واقع شده‌است. ستاژنو ۱٬۲۲۶ نفر جمعیت دارد و ۳۶ متر بالاتر از سطح دریا واقع شده‌است.